# Port lotniczy Balalae
Port lotniczy Balalae (IATA: BAS, ICAO: AGGE) – port lotniczy położony na wyspie Balalae (Wyspy Salomona).